# نيد فور سبيد: موست ونتد (لعبة فيديو 2005)
قالب:معلومات لعبة ايديولوجية
نيد فور سبيد: موست ونتد (بالإنجليزية:Need for Speed: Most Wanted) هي لعبة إلكترونية من نوع سباق السيارات والمطاردة ، أنتجت من قبل شركة إلكترونيك آرتس سنة 2005 .

## وصلات خارجية
- الموقع الرسمي
- نيد فور سبيد: موست ونتد (لعبة فيديو 2005) على موقع IMDb (الإنجليزية)
- Need for Speed: Most Wanted (2005 video game) OST . على يوتيوب